# Municipalità di Q'vareli
La municipalità di Q'vareli (in georgiano ყვარლის მუნიციპალიტეტი?) è una municipalità georgiana della Cachezia.
Nel censimento del 2002 la popolazione si attestava a 37 658 abitanti. Nel 2014 il numero risultava essere 29 827.
La cittadina di Q'vareli è il centro amministrativo della municipalità, la quale si estende su un'area di 1000 km².

## Popolazione
Dal censimento del 2014 la municipalità risultava costituita da:
- Georgiani, 93,84%
- Avari, 3,26%
- Osseti, 1,21%
- Udi, 0,55%
- Armeni, 0,47%
- Russi, 0,24%

## Luoghi d'interesse
- Q'vareli
- Gremi
- Nek'resi
- Dzveli Gavazi